# Big Spin
Big Spin es una banda de punk de México formada en 1997. Integraron el movimiento punk rock estilo californiano en México y se convirtieron en un referente de dicho estilo en la escena. Según la crítica especializada su disco …Be good to yourself es un referente del género y ha influenciado a bandas posteriores. Su sonido es cercano a Pennywise, Bad Religion, Vandals y Fenix tX.

## Historia
En 1997 nace oficialmente Big Spin. Víctor (batería), Ros (guitarra) y Toño (guitarra) ya habían empezado el grupo y estaban en busca de vocalista y bajista. Por otra parte, Eumir (guitarra y voz) y Miguel (bajo) tenían, desde 1995, un grupo de punk llamado Nihilismo, pero se habían quedado sin baterista y estaban buscando un reemplazo. Un día en una fiesta, Eumir conoció a Lalo –exbaterista de Gula-, quien conocía a Big Spin y sabía que estaban buscando vocalista y bajista, así que los puso en contacto. Eumir habló con Víctor y quedaron en verse en casa del segundo. Cuando llegaron Eumir y Miguel a casa de Víctor, platicaron entre todos y se dieron cuenta de que compartían los mismos gustos musicales. Ese mismo día tenían lista su primera canción: Hang Over.
Al año siguiente, en 1998, grabaron un demo en el estudio del papá de Normand de Hummersqueal, (en esa época bajista de Ducto). Esa grabación llegó a manos de Miguel Tajobase, quien empezaba a crear el sello independiente Tajobase Zoot Suit & Records; se interesó por la banda y les propuso grabar un disco. Un año después (1999) comenzaron la grabación con Enrique Ibarra (Garrobos) y en 2000 salió el CD …be good to yourself.
El disco los llevó a hacer una gira nacional compartiendo escenarios con Panteón Rococó, Inspector, Union 13, División Minúscula, Delux, Nana Pancha, Gula, Hule Spuma, Austin TV, Salón Victoria, Fun People, Lost Acapulco, Los Ezquizitos, y muchas bandas más, tanto nacionales como internacionales.
En 2001 el disco los llevó a Madrid, España, para presentarse en el Festimad 01, uno de los festivales de música más grandes de toda Europa, donde compartieron escenario con bandas como Muse, Slipknot, Biohazard, Manic Street Preachers y Orishas, entre muchos otros. Fue la primera y única vez que la banda salía a tocar a otro país. Mientras estaban en Europa, conocieron a la banda española Gas Drummers, quienes los invitaron a acompañarlos a Portugal donde tocaron con bandas como Pennywise, Sick Of It All y Boy Sets Fire. También conocieron a gente de Slide Chorus Records, disquera de Gas Drummers, y a partir de ese momento encargados de la distribución de ...be good to yourself en Europa.
También en 2001 Big Spin abrió el concierto de una de las leyendas más grandes del punk rock, Dee Dee Ramone, quien se presentó en México en el Hard Rock Café, y poco tiempo después lamentablemente perdería la vida.
Un año después, en 2002 sale Toño (guitarra) de la banda y entra José Carlos Hasbun (Kinderwagen, Devilmente) a reemplazarlo. Sin embargo, algunas diferencias habían distanciado a algunos miembros de la banda, y meses después deciden desintegrarla. 
Ese año Miguel forma Victim Records, compañía de discos independiente con la que editó discos de bandas nacionales e internacionales como Sad Breakfast, Kill Aniston, Delorean, Tokio Sex Destruction, Modernage y Fatalist.
En 2003 Ros, Víctor y Eumir deciden seguir tocando juntos y forman Hassassin, un proyecto experimental más cercano al noise, math core, folk y electroclash, sin entrar realmente en ninguno de estos géneros. A este proyecto se une el Oso (Sadbreakfast, Devilemente, Trío Noctambul) a tocar el bajo. Hassassin dura 3 años y, en 2006, deciden ponerlo en descanso y ponerse a ensayar canciones de Big Spin, con la intención de componer y sacar un nuevo material, que nunca salió a la luz (aunque existen grabaciones de maquetas). De 2006 hasta 2010, la alineación de Big Spin fue Víctor-Batería, Ros-Guitarra, Oso-bajo y Eumir-Guitarra. 
En septiembre de 2019, Víctor, Eumir, Ros y Miguel entraron al estudio a grabar el nuevo material de Big Spin.

## Integrantes

### Actuales
- Eumir (Voz, Guitarra)
- Ros (Guitarra, Coros)
- Víctor (Batería)
- Miguel (Bajo)

### Exintegrantes
- Gibrán (Batería)
- Leo (Batería)
- Roberto "Oso" (Bajo)
- Miguel (Bajo)
- José Carlos Hasbun (Guitarra)
- Toño Iniesta Oliva (Guitarra, Coros)

## Álbumes
- …Be good to yourself  (2000)
- BIGSPIN (2019)

## Maquetas
- 1 (1998)
- 2 (2007)

## Acoplados
- Prueba esto 1
- Prueba esto 2
- Festimad 2001
- Hxc y punk en español

## Sencillos
- Hi-Hello

## Video
- Hi-Hello